# Garda Națională Republicană

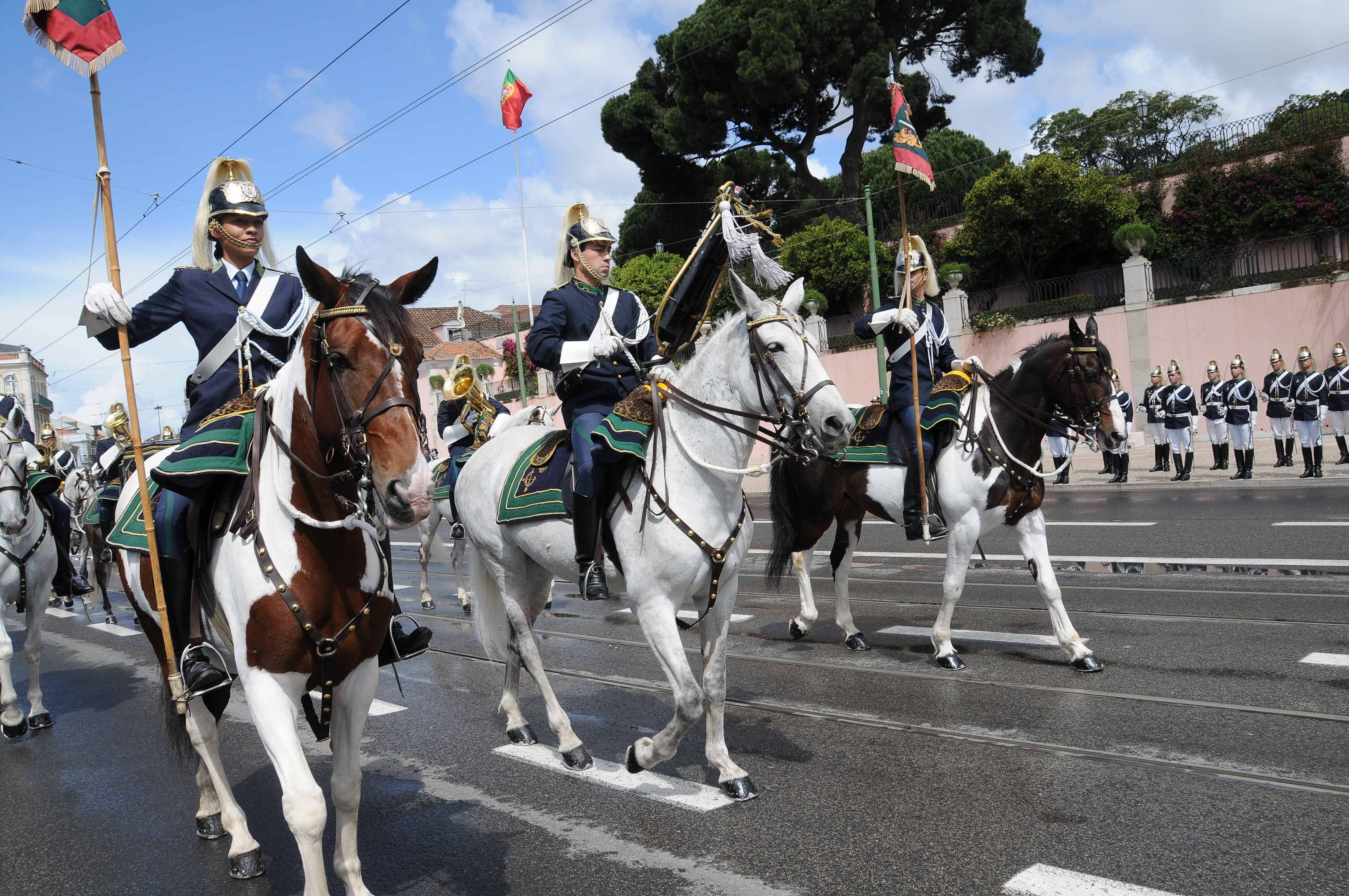
Cavaleria Gărzii Naționale Republicane

Garda Națională Republicană (în portugheză Guarda Nacional Republicana), abreviată GNR, este forța de jandarmerie națională a Portugaliei.
Instituția are competență pe întreg teritoriul Portugaliei și în apele teritoriale ale țării.

## Istoric
Garda Națională Republicană este instituția succesoare Gărzii Regale de Poliție din Portugalia și moștenește tradițiile acesteia.

## Grade militare

### Ofițeri
| Garda Națională Republicană                                             |                                    |                             |                             |                 |                 |                                    |                                    |             |             |                 |                 |                    |                    |                    |                       |                       |                       |                    |                    |                    |                    |                    |                    |
| Tenente-general Comandante-general General-locotenent Comandant-general | Tenente-general General-locotenent | Major-general General-maior | Major-general General-maior | Coronel Colonel | Coronel Colonel | Tenente-coronel Locotenent-colonel | Tenente-coronel Locotenent-colonel | Major Maior | Major Maior | Capitão Căpitan | Capitão Căpitan | Tenente Locotenent | Tenente Locotenent | Tenente Locotenent | Alferes Sublocotenent | Alferes Sublocotenent | Alferes Sublocotenent | Aspirante Aspirant | Aspirante Aspirant | Aspirante Aspirant | Aspirante Aspirant | Aspirante Aspirant | Aspirante Aspirant |

### Ofițeri înrolați și subofițeri
| Garda Națională Republicană |                            |                            |                            |                            |                            |                            |                            |                                    |                                    |                                |                                |                                |                                |                                |                                |                          |                          |                          |                        |                        |                        |          |          |                        |                        |               |               |              |              |              |                                         |                                         |                                         |              |              |
| Sargento-mor Sergent-major  | Sargento-mor Sergent-major | Sargento-mor Sergent-major | Sargento-mor Sergent-major | Sargento-mor Sergent-major | Sargento-mor Sergent-major | Sargento-chefe Sergent-șef | Sargento-chefe Sergent-șef | Sargento-ajudante Sergent-adjutant | Sargento-ajudante Sergent-adjutant | Primeiro-sargento Prim-sergent | Primeiro-sargento Prim-sergent | Primeiro-sargento Prim-sergent | Primeiro-sargento Prim-sergent | Primeiro-sargento Prim-sergent | Primeiro-sargento Prim-sergent | Segundo-sargento Sergent | Segundo-sargento Sergent | Segundo-sargento Sergent | Furriel Sergent-secund | Furriel Sergent-secund | Furriel Sergent-secund | Cabo-mor | Cabo-mor | Cabo-chefe Caporal-șef | Cabo-chefe Caporal-șef | Cabo-de-curso | Cabo-de-curso | Cabo Caporal | Cabo Caporal | Cabo Caporal | Guarda Principal Gardă clasă principală | Guarda Principal Gardă clasă principală | Guarda Principal Gardă clasă principală | Guarda Gardă | Guarda Gardă |

## Echipament

### Armament[4]

#### Pistoale
- Austria: Glock 19

#### Pistoale mitralieră
- Germania: HK-MP5